# Desmodium glabrescens
Desmodium glabrescens är en ärtväxtart som beskrevs av Gustaf Oskar Andersson Malme. Desmodium glabrescens ingår i släktet Desmodium och familjen ärtväxter. Inga underarter finns listade i Catalogue of Life.